# Tommy Elphick
Tommy Elphick (ur. 7 września 1987 w Brighton) – angielski piłkarz występujący na pozycji obrońcy w angielskim klubie Aston Villa. Wychowanek Brighton & Hove Albion, w swojej karierze grał także w takich zespołach jak Bognor Regis Town oraz Bournemouth.